# Primulina pseudoheterotricha
Primulina pseudoheterotricha là một loài thực vật có hoa trong họ Tai voi (Gesneriaceae). Loài này có ở Quảng Tây (Trung Quốc); được T.J.Zhou, B.Pan & W.B.Xu mô tả khoa học đầu tiên năm 2009 dưới danh pháp Chirita pseudoheterotricha. Năm 2011, Mich.Möller & A.Weber chuyển nó sang chi Primulina.